# Adolf Weisskopf
Adolf Weisskopf (* 20. Februar 1899 in Basel; † 27. August 1989 ebenda) war ein Schweizer Bildhauer und Kunstpädagoge.

## Leben und Werk
Adolf Weisskopf war bis 1928 als Architekt tätig, danach wirkte er als Bildhauer. Er besuchte die Allgemeine Gewerbeschule Basel, wo er später Fachlehrer wurde, und unternahm Studienreisen nach Paris und Italien.
Weisskopf war ein Mitbegründer der Gruppe 33. Einige seiner Werke gingen aus Wettbewerben des Kunstkredits Basel-Stadt hervor. Er stellte seine Werke u. a. in der Kunsthalle Basel, im Kunsthaus Zürich und im Bündner Kunstmuseum aus. Steinerne Freiplastiken von Weisskopf wurden in öffentlichen Anlagen seiner Heimatstadt Basel aufgestellt. Wie viele seiner Basler Künstlerkollegen arbeitete er für das Larvenatelier Tschudin.